# Chutes Hunlen
Les chutes Hunlen, autrefois appelées chutes Mystery, en anglais Hunlen Falls et Mystery Falls, sont, avec un dénivelé de 396 mètres, les secondes plus grandes chutes du Canada et de la province de Colombie-Britannique, après les Chutes Della qui culminent à 440 mètres. Elles sont situées sur les pentes des chaînons du Pacifique, une subdivision de la chaîne Côtière, dans le parc provincial Tweedsmuir South.
En hiver, les chutes sont glacées et deviennent ainsi une des plus grandes cascades de glace du monde. Leur ascension est une épreuve physique renommée.
Le nom des chutes provient de celui d'un chef indien qui plaçait des pièges à proximité.